# Tunnel Rennberg
Der Tunnel Rennberg bei Grub am Forst im bayerischen Landkreis Coburg ist ein 1072 Meter langer Tunnel der Neubaustrecke Ebensfeld–Erfurt zwischen den Streckenkilometern 102,638 und 103,710.

## Geographische Lage
Der Tunnel unterquert den nordwestlich von Grub am Forst gelegenen Rennberg (ca. 351 m) und weitere nordöstlich daran anschließende Erhebungen des Pöhlholzes, den kleinen Ketschenbach-Zufluss Heinleinsgraben sowie eine Gemeindeverbindungsstraße zwischen Grub am Forst und Seidmannsdorf. Die Kreisstadt Coburg liegt rund 4 km (Luftlinie) nordwestlich der Tunnelmitte.

## Geschichte und Beschreibung
Die 25 Millionen Euro teure Röhre gehört zum Bauabschnitt 3121 (Coburg Ost) der Neubaustrecke, der zwischen den Baukilometern 19,130 und 24,895 liegt und zusätzlich den Tunnel Feuerfelsen, die Kiengrundbrücke und drei Straßenüberführungsbauwerke sowie die Erdarbeiten an der freien Strecke umfasst. Die Längsneigung des Tunnels beträgt bei einer maximalen Überdeckung von 40 m in Richtung Nordnordosten 20 Promille.
Das Vergabepaket an die Arbeitsgemeinschaft Tunnel Feuerfelsen / Rennberg hatte eine Auftragssumme von 82 Millionen Euro. Die vier Brückenbauwerke wurden für 5,9 Millionen Euro untervergeben. Der Baubeginn war Herbst 2010 und die geplante Fertigstellung 2013.
Der Tunnel wurde feierlich am 7. Juli 2011 angeschlagen. Die Tunnelpatenschaft übernahm Barbara Stamm, die Präsidentin des Bayerischen Landtages. Ende März 2012 folgte der technische Durchschlag am Nordportal. Offiziell wurde dieser bei der drittletzten Röhre der Neubaustrecke am 18. April gefeiert.

## Bauausführung
Der Tunnel verläuft in Gesteinsformationen des Unteren und Mittleren Burgsandsteins sowie im Coburger und Blasensandstein des Mittleren Keupers. Er wurde maschinell mit einem Tunnelbagger und mit Sprengungen, vom südlichen Portal aus aufgefahren. Dabei wurde der Querschnitt in Kalotte, Strosse und Sohle unterteilt und mit einem Spritzbetonausbau nach der neuen österreichischen Tunnelbauweise gesichert. Der Tunnelausbruch betrug ungefähr 252.000 m³ und wurde auf der Deponie Pöhlholz (50° 14′ 2″ N, 11° 0′ 2″ O), nordwestlich vom Südportal gelegen, deponiert. Die innere Tunnelschale wurde vom Nordportal ausgehend hergestellt.
Die Betonmischanlage der Baustelle stand am Südportal des Tunnels Feuerfelsen. Während des Auffahrens des Tunnels wurde daher der Spritzbeton über öffentliche Straßen durch die Orte Rohrbach und Grub am Forst rund um die Uhr angeliefert. Die Transporte führten zu einer Belastung der Bevölkerung und Schäden an den Straßen.

## Rettungskonzept
Der Tunnel hat Notausgänge bei den Streckenkilometern 103,138 und 103,210, die über einen begehbaren Treppenhausschacht mit einem Rettungsplatz verbunden sind.

## Fotos von Bauzuständen

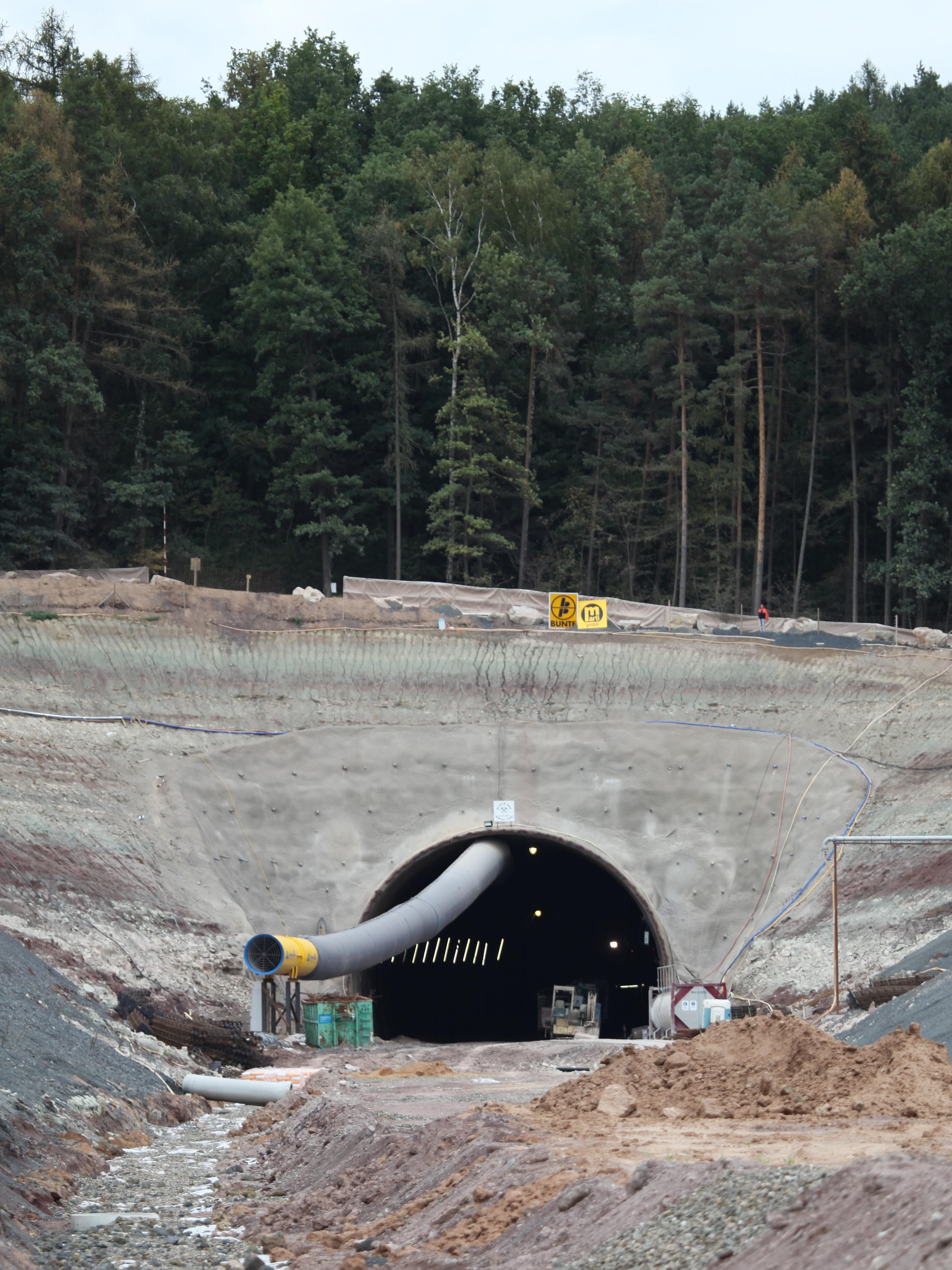
Südportal August 2011
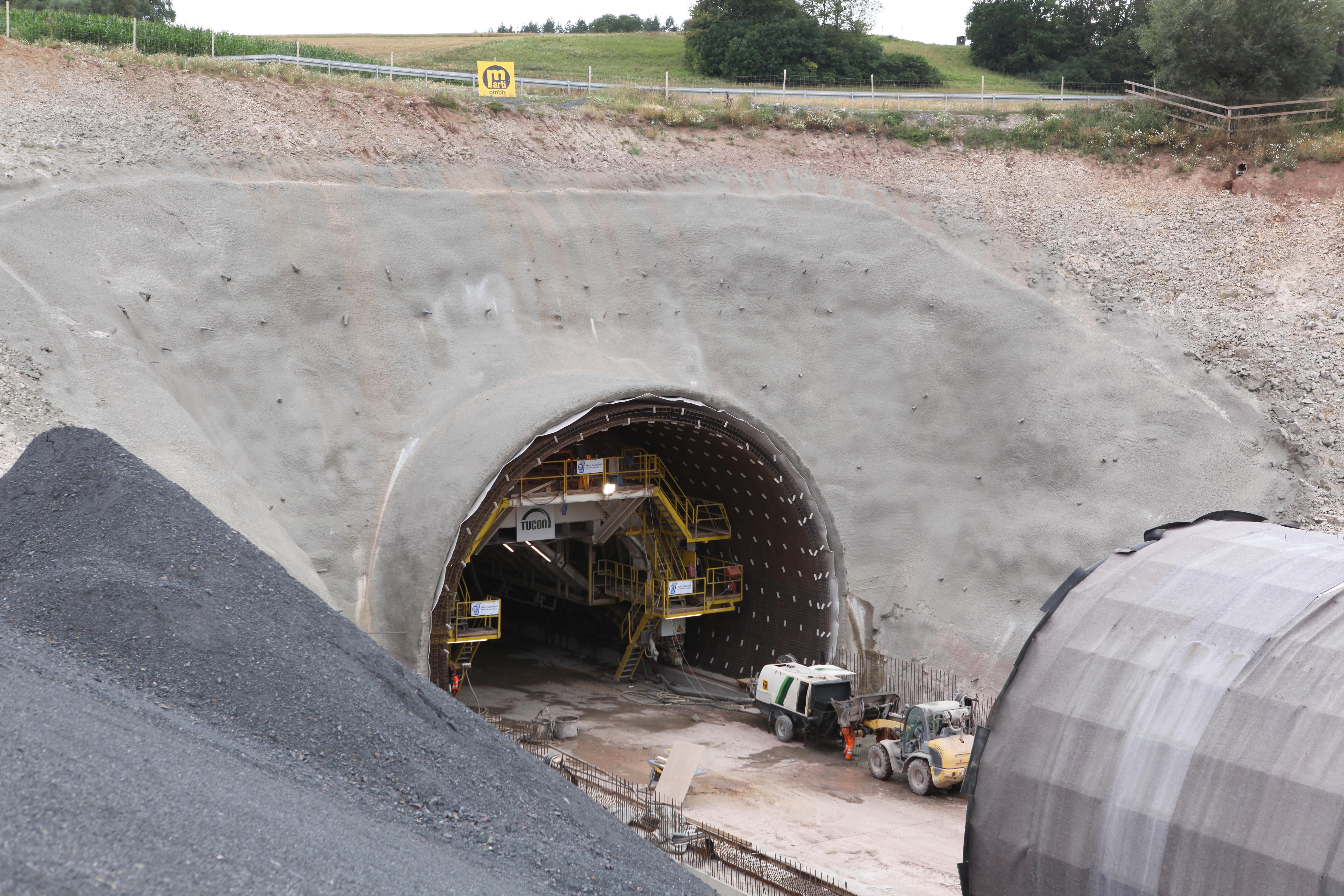
Nordportal August 2012
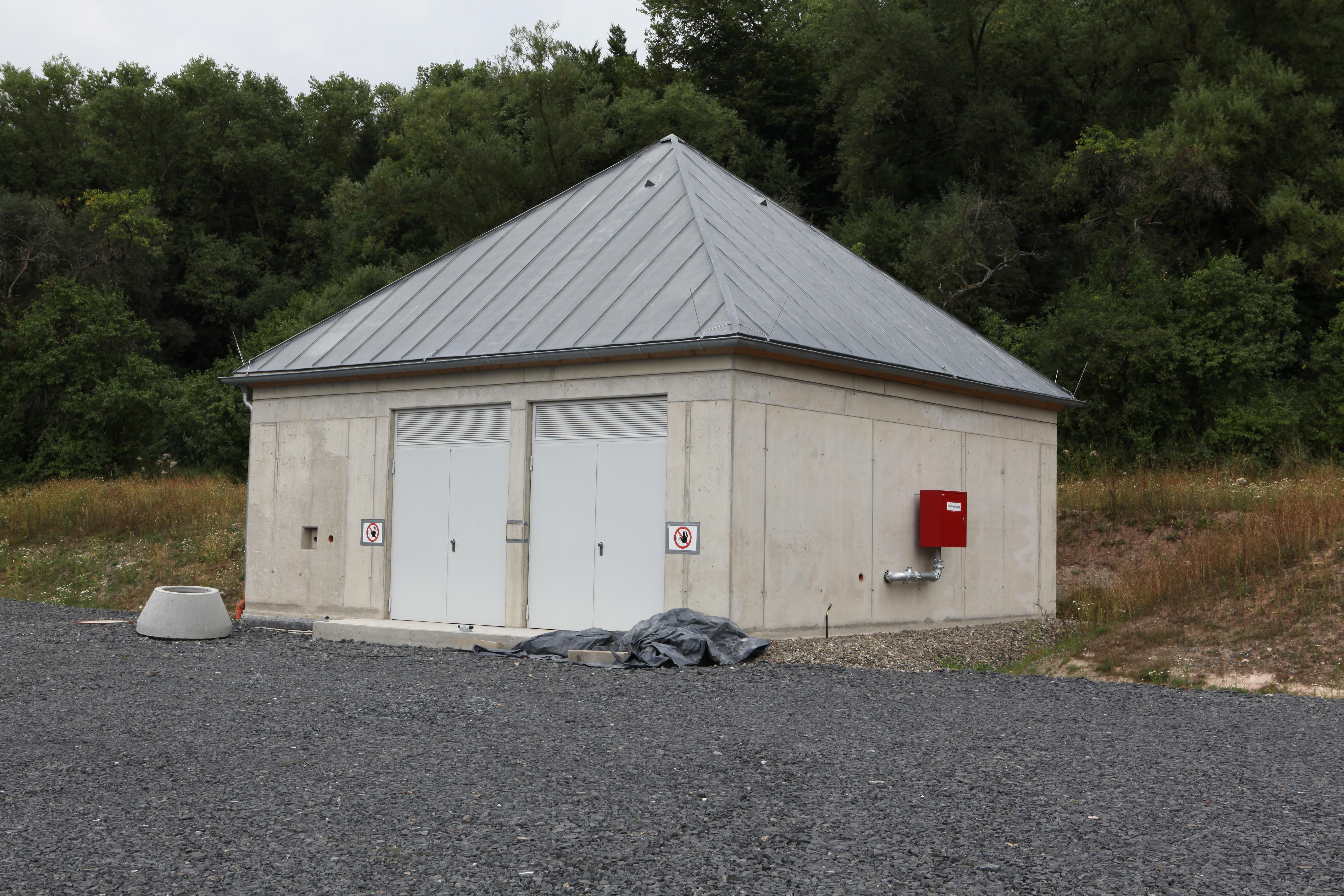
Rettungsschacht 50° 14′ 16″ N, 11° 0′ 31″ O
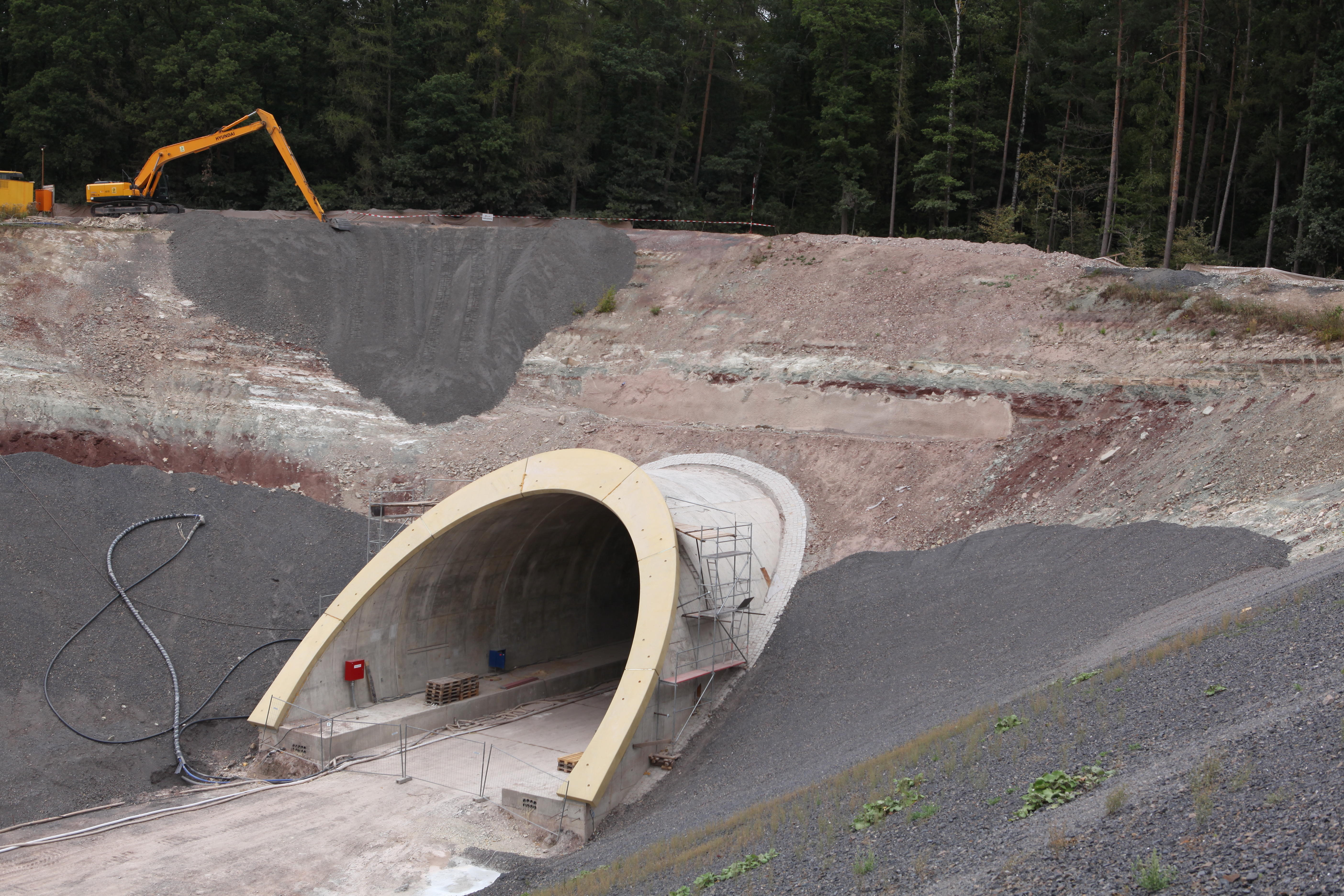
Südportal August 2013
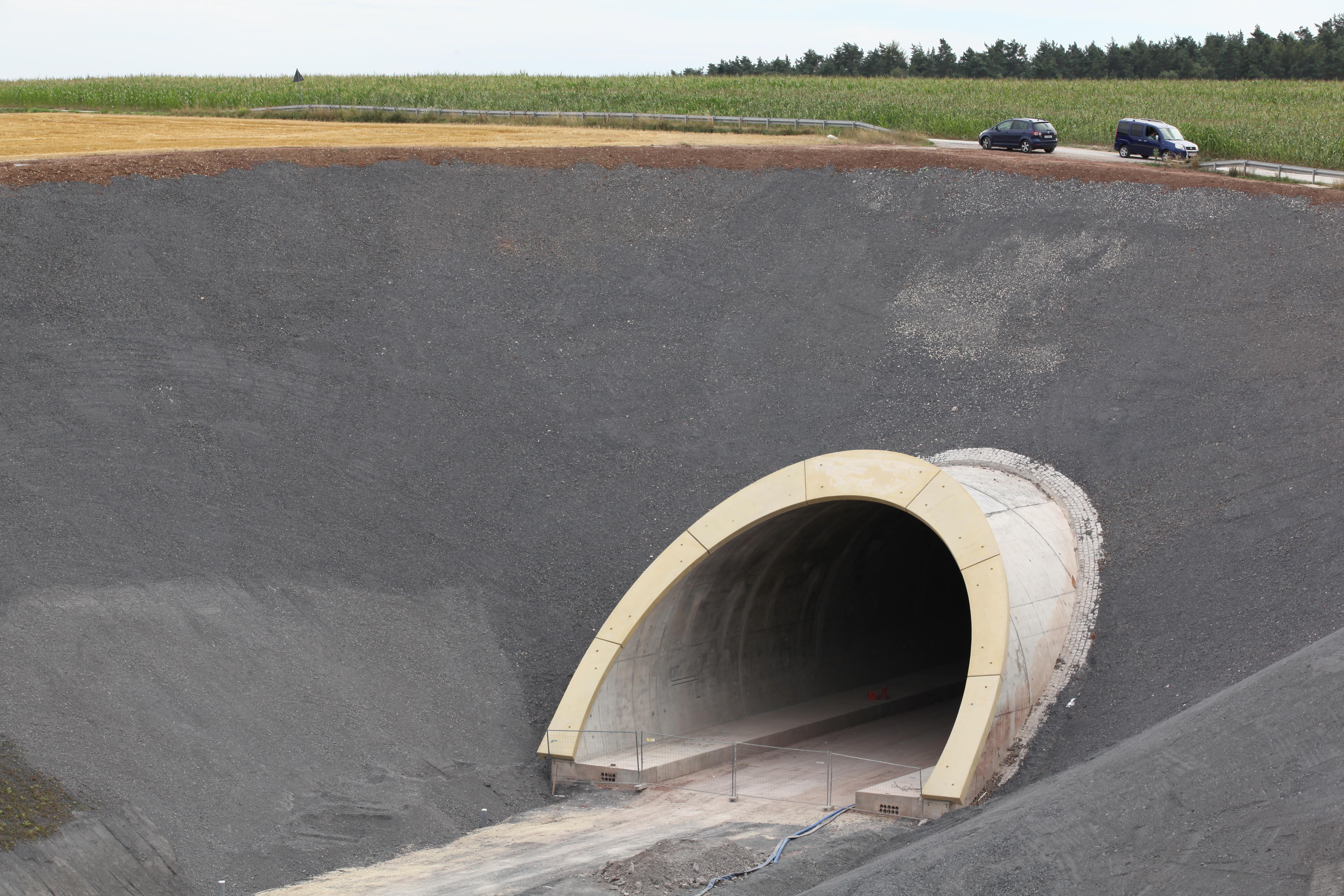
Nordportal August 2013